# Теорема на Менелай
Ако през продължението на страната AB минава права, пресичаща AC, BC и продължението на AB съответно в точки E, D и F, то тогава
{\displaystyle {\frac {AF}{FB}}\times {\frac {BD}{DC}}\times {\frac {CE}{EA}}=1.}
Доказателство:
{\displaystyle {\frac {AF}{FB}}={\frac {S_{AFD}}{S_{BFD}}};{\frac {BD}{CD}}={\frac {S_{BDE}}{S_{DCE}}};{\frac {CE}{EA}}={\frac {S_{DCE}}{S_{EAD}}}}
Умножаваме левите и десните страни на равенствата и за дясната страна на равенството получаваме:
{\displaystyle {\frac {AF}{FB}}\times {\frac {BD}{DC}}\times {\frac {CE}{EA}}={\frac {S_{AFD}}{S_{BFD}}}\times {\frac {S_{BDE}}{S_{EAD}}}={\frac {S_{AFD}}{S_{EAD}}}\times {\frac {S_{BDE}}{S_{BFD}}}={\frac {FD}{ED}}\times {\frac {ED}{DF}}=1.}